# Laboral Kutxa
Laboral Kutxa és una cooperativa de crèdit sorgida de la fusió de Caja Laboral (també coneguda com a Euskadiko Kutxa) i Ipar Kutxa. El projecte de fusió s'anuncià al març de 2012 i culminà el novembre del mateix any, tot i que no va ser fins a l'abril de 2013 que es presentà oficialment la nova entitat. Després d'aquesta fusió, Laboral Kutxa mantingué la denominació social de Caja Laboral (Caja Laboral Popular Sociedad Cooperativa de Crédito).
Laboral Kutxa és la primera cooperativa de crèdit basca, la tercera entitat financera al País Basc — després de Kutxabank i BBVA — i la segona cooperativa de crèdit d'Espanya. Compta amb prop de 750 000 clients al País Basc i amb uns altres 110 000 a Navarra. En total, té més d'1.300.000 clients. L'any 2016  l'entitat tenia 368 oficines.
Caja Laboral fou el nom comercial de Caja Laboral Popular Sociedad Cooperativa de Crédito, coneguda com a Euskadiko Kutxa / Caja Laboral al País Basc i a Navarra, una cooperativa de crèdit espanyola fins a la seva fusió amb Ipar Kutxa, de la qual es creà la nova entitat Laboral Kutxa/Caja Laboral. El seu domicili social (així com també el de la nova entitat resultant després de la fusió) es trobava a Mondragón, Guipúscoa (País Basc). Caja Laboral (així com també l'actual Laboral Kutxa) formà part de Mondragón Corporación Cooperativa, l'estructura de la qual es configurà en tres grans grups: Financer, Industrial i Distribució, que funcionaven autònomament en el marc d'una mateixa estratègia de conjunt. Constava inscrita en el Registre d'Entitats de Crèdit del Banc d'Espanya, en el Servei Central del Registre General de Cooperatives del Ministeri de Treball i en el Registre Mercantil de Guipúscoa. Pertanyia al Fons de Garantia de Dipòsits de Cooperatives de Crèdit.
Pel que fa a la imatge corporativa de Laboral Kutxa, durant l'any de transició des de l'inici de les converses formals per a la fusió de les entitats d'origen fins a posar en marxa la nova marca comercial resultant, Laboral Kutxa emprà la marca conjunta Caja Laboral — Ipar Kutxa i la barreja de colors corporatius de totes dues entitats —fúcsia i verd llima, respectivament— en la seva imatge corporativa. Caja Laboral havia fet servir diferents models i variacions de claus, com a logotip de la seva marca, durant les darreres dècades; mentre que Ipar Kutxa havia apostat sempre per logotips en què prevalien les sigles (CV, per exemple) o el seu nom complet (Ipar Kutxa). El logotip resultant de la fusió utilitza el verd llima i el fúcsia, i manté alhora la clau del logotip de Caja Laboral - Euskadiko Kutxa.
Com les dues entitats anteriors a la fusió, Laboral Kutxa manté la seva naturalesa de cooperativa de crèdit i, per tant, està regulada per les normes que, amb caràcter general, regulen l'activitat de les entitats de crèdit i, amb caràcter supletori, de la Legislació de Cooperatives. Tot i que poden dur a terme tota mena d'operacions actives, passives i de serveis permeses a les altres entitats de crèdit, ha de parar atenció preferentment a les necessitats financeres dels seus socis. En qualsevol cas, el conjunt de les operacions actives amb tercers d'una cooperativa de crèdit no pot arribar al 50% dels recursos totals de l'entitat i, naturalment, està sotmesa als mateixos controls que les altres entitats de crèdit. Per la seva naturalesa de cooperativa, els treballadors de Laboral Kutxa són socis de l'entitat i tenen vot a l'Assemblea General.
També els clients que hi estan més vinculats poden ser-ne socis: el febrer de 2013 l'entitat va posar en marxa un procés per convidar els seus millors clients a entrar a formar part del seu capital social, i així els donà la possibilitat de ser-ne petits cooperativistes amb una aportació mínima requerida de 2000 euros.
La direcció de Laboral Kutxa, per la seva banda, consta de les persones següents:
- President: Txomin García
- Director General: Xabier Eguibar

Laboral Kutxa ha estat el patrocinador principal de l'equip alabès Saski Baskonia durant 7 anys, des de la temporada 2009-2010 fins a la temporada 2015-2016.